# Markus-Verlag
Markus-Verlag (Markus Verlagsgesellschaft mbH Köln) war ein deutscher Verlag, der in enger Zusammenarbeit mit dem Bundesministerium des Innern und dem Bundesministerium der Verteidigung politische, oft gegen die DDR gerichtete sowie militär- und polizeifachliche Bücher herausgab. Das MfS der DDR versuchte vergeblich, auf den Verlag Einfluss zu nehmen.
Der Markus-Verlag existierte von 1951 bis ca. 1994. Er wurde als Tochterunternehmen des Verlagshauses M. DuMont Schauberg gegründet und in den Anfangsjahren vermutlich von Eberhard Taubert geführt. 1953 stieß Helmut Bohn zunächst als Redakteur und Verlagsleiter zum Markus-Verlag, 1960 wurde der Markus-Verlag aus dem Du-Mont-Schauberg-Konzern ausgegliedert und von Helmut Bohn (1914–1998) und Klaus Mathy (1918–1993) übernommen. 1969 stieg Mathy aus dem Verlag aus. Anfang der 1990er Jahre stellte der Verlag seine Tätigkeit ein.
Zu den Verlagsautoren gehörten u. a. Boris Meissner, Ernst Riggert, Erwin Scheuch, Carl-Christoph Schweitzer und Kurt Sontheimer. Der Verlag war ab 1951 bis 1973 Herausgeber der Illustrierten Die Parole ISSN 0031-238X des Bundesgrenzschutzes. Auch die Soldatenzeitschrift Visier erschien zunächst im Markus-Verlag. 1971 bis 1990 veröffentlichte der Verlag die von General Johannes Gerber initiierte Zeitschrift Beiträge zur Konfliktforschung – Psychopolitische Aspekte ISSN 0045-169X.
1970 bis 1988 wurden gemeinsam mit dem Bund Freiheit der Wissenschaft die Hochschulpolitischen Informationen ISSN 0170-3382 herausgegeben sowie 1971–1973 der Bildungspolitischer Informationsdienst (BID) – Informationen des Deutschen Philologenverbandes (DPhV) (ohne ISSN).
Das Firmenarchiv 1960–1994 befindet sich im  Rheinisch-Westfälischen Wirtschaftsarchiv Köln.
Der Verlag führte erst sehr spät (ca. 1986) ISBN ein, diese beginnen mit 3-87511-.
Die gleichnamigen Verlage u. a. in Eupen und München sind mit diesem Verlag nicht identisch.